# Harter Bach
Der Harter Bach (auch: Sörger Bach) ist ein Bach in Mittelkärnten. Er entspringt in den Wimitzer Bergen bei Zojach in der Gemeinde Liebenfels (Bezirk Sankt Veit an der Glan) auf einer Höhe von 1075 m. Zunächst fließt er in ostsüdöstlicher Richtung, wobei er im Bereich der namensgebenden Ortschaft Hart nur wenig Gefälle aufweist und stark mäandert. Beginnend mit dem Naturdenkmal Sörger Wasserfall (Listeneintrag), der 24 Meter Fallhöhe aufweist, wendet sich der Bach nach Süden und durchfließt ein felsiges, enges und steiles Tal. In Glantschach vereinigt er sich mit dem Liembergbach zum Feistritzbach.
Zwischen Hart und Glantschach verläuft entlang des Bachs der Abenteuer Wasserweg, ein 7,5 km langer Wanderweg mit mehreren Ein- und Ausstiegsmöglichkeiten.
Der Bach ist in gutem bis sehr gutem chemischen und ökologischen Zustand.